# FK Bodva Moldava nad Bodvou
FK Bodva Moldava nad Bodvou (celým názvem: Futbalový klub Bodva Moldava nad Bodvou) byl slovenský fotbalový klub, který sídlil ve městě Moldava nad Bodvou v Košickém kraji na východě země. Založen byl v roce 1919. Největším úspěchem byla účast ve druhé nejvyšší soutěži (sezóny 2010/11–2011/12 a 2014/15). Klubové barvy byly modrá, žlutá a bílá.
Hřištěm klubu byl stadion Steel Slovakia aréna.

## Historie
Založen byl v roce 1919 pod názvem Szepsi TK. V roce 2012 z klubu odstoupil hlavní sponzor v podobě společnosti Steel Slovakia, která financovala vzestup místního fotbalu až do druhé celostátní ligy. Nedlouho poté byl majitel klubu Karol Sz. vyšetřován slovenskou policií pro daňové podvody, které měly stát připravit o víc než dva miliony eur.
V této době došlo k rapidnímu úpadku celé sportovní organizace. V roce 2016 sestoupila Bodva ze třetí regionální ligy do čtvrté. Do sezóny 2016/17 pak klub nastoupil pouze s dorostenci, což zapříčinilo následné debakly, které utrpěl proti většině týmů na začátku soutěže. Bez potřebných financí pro chod organizace byla všechna družstva klubu odhlášena ze svých soutěží ještě v říjnu téhož roku. Zadlužený klub byl poté pro svoji neschopnost splácet své dluhy zrušen.

## Historické názvy
Zdroj: 
- Szepsi TK (Szepsi Testedző kör)
- Moldavský TS (Moldavský telovýchovný spolok)
- Szepsi SC (Szepsi Sport Club)
- ŠK Moldava (Športový klub Moldava)
- Sokol NV Moldava (Sokol Národný výbor Moldava)
- Slovan Moldava
- Traktor Moldava
- Dukla Moldava
- Jednota Moldava
- Jednota STS Moldava
- TJ Jednota Moldava (Telovýchovná jednota Jednota Moldava)
- 1. FC Moldava (Prvý futbalový club Moldava)
- TJ Tesla Moldava (Telovýchovná jednota Tesla Moldava)
- TJ FC MSS Moldava (Telovýchovná jednota Football Club MSS Moldava)
- ŠK Bodva Moldava nad Bodvou (Športový klub Bodva Moldava nad Bodvou)
- FK Bodva Moldava nad Bodvou (Futbalový klub Bodva Moldava nad Bodvou)

## Umístění v jednotlivých sezonách
Stručný přehled
Zdroj: 
- 1964–1965: Krajský přebor – sk. Východ
- 1965–1966: Divize F
- 1966–1968: Krajský přebor – sk. Východ
- 1971–1978: I. A trieda VsFZ – sk. Západ
- 1978–1981: Krajský přebor – sk. Východ
- 1981–1983: I. A trieda VsFZ – sk. Košická
- 1983–1984: I. trieda VsFZ – sk. Košická
- 1984–1987: Divize – sk. Východ (Západní)
- 1987–1988: 2. SNFL – sk. Východ
- 1988–1991: Divize – sk. Východ
- 1991–1993: I. A trieda VsFZ – sk. Západ
- 1993–1994: 5. liga VsFZ – sk. Západ
- 1994–1997: 4. liga VsFZ – sk. Západ
- 1997–2006: 4. liga VsFZ – sk. Jih
- 2008–2009: 3. liga VsFZ
- 2009–2010: 3. liga – sk. Východ
- 2010–2012: 2. liga
- 2012–2014: 3. liga – sk. Východ
- 2014–2015: 2. liga – sk. Východ
- 2015–2016: 3. liga – sk. Východ
- 2016–2017: 4. liga VsFZ – sk. Jih

Jednotlivé ročníky
Zdroj: 
Legenda: Z - zápasy, V - výhry, R - remízy, P - porážky, VG - vstřelené góly, OG - obdržené góly, +/- - rozdíl skóre, B - body, červené podbarvení - sestup, zelené podbarvení - postup, fialové podbarvení - reorganizace, změna skupiny či soutěže
| Československo (1964 – 1993) |                                |        |                                                             |                                                             |                                                             |                                                             |                                                             |                                                             |                                                             |                                                             |        |
| Sezóny                       | Liga                           | Úroveň | Z                                                           | V                                                           | R                                                           | P                                                           | VG                                                          | OG                                                          | +/-                                                         | B                                                           | Pozice |
| 1964/65                      | Krajský přebor – sk. Východ    | 3      | 25                                                          | 12                                                          | 2                                                           | 11                                                          | 52                                                          | 45                                                          | +7                                                          | 28                                                          | 7.     |
| 1965/66                      | Divize F                       | 3      | 26                                                          | 7                                                           | 3                                                           | 16                                                          | 34                                                          | 71                                                          | -37                                                         | 17                                                          | 14.    |
| 1966/67                      | Krajský přebor – sk. Východ    | 4      | 26                                                          | 8                                                           | 5                                                           | 13                                                          | 42                                                          | 56                                                          | -14                                                         | 21                                                          | 12.    |
| 1967/68                      | Krajský přebor – sk. Východ    | 4      | 26                                                          | 11                                                          | 6                                                           | 9                                                           | 42                                                          | 49                                                          | -7                                                          | 28                                                          | 4.     |
| ...                          |                                |        |                                                             |                                                             |                                                             |                                                             |                                                             |                                                             |                                                             |                                                             |        |
| 1971/72                      | I. A trieda VsFZ – sk. Západ   | 6      | 27                                                          | 13                                                          | 8                                                           | 6                                                           | 44                                                          | 19                                                          | +25                                                         | 34                                                          | 2.     |
| 1972/73                      | I. A trieda VsFZ – sk. Západ   | 6      | ...                                                         | ...                                                         | ...                                                         | ...                                                         | ...                                                         | ...                                                         | ...                                                         | 35                                                          | 2.     |
| 1973/74                      | I. A trieda VsFZ – sk. Západ   | 6      | ...                                                         | ...                                                         | ...                                                         | ...                                                         | ...                                                         | ...                                                         | ...                                                         | 32                                                          | 2.     |
| 1974/75                      | I. A trieda VsFZ – sk. Západ   | 6      | 25                                                          | 13                                                          | 4                                                           | 8                                                           | 55                                                          | 33                                                          | +22                                                         | 30                                                          | 3.     |
| 1975/76                      | I. A trieda VsFZ – sk. Západ   | 6      | 24                                                          | 12                                                          | 2                                                           | 10                                                          | 49                                                          | 27                                                          | +22                                                         | 26                                                          | 3.     |
| 1976/77                      | I. A trieda VsFZ – sk. Západ   | 6      | 26                                                          | 15                                                          | 5                                                           | 6                                                           | 68                                                          | 32                                                          | +36                                                         | 35                                                          | 2.     |
| 1977/78                      | I. A trieda VsFZ – sk. Západ   | 5      | 26                                                          | 14                                                          | 7                                                           | 8                                                           | 58                                                          | 27                                                          | +31                                                         | 35                                                          | 1.     |
| 1978/79                      | Krajský přebor – sk. Východ    | 4      | 28                                                          | 9                                                           | 7                                                           | 12                                                          | 38                                                          | 45                                                          | -7                                                          | 25                                                          | 15.    |
| 1979/80                      | Krajský přebor – sk. Východ    | 4      | 28                                                          | 12                                                          | 6                                                           | 10                                                          | 53                                                          | 42                                                          | +11                                                         | 30                                                          | 7.     |
| 1980/81                      | Krajský přebor – sk. Východ    | 4      | 30                                                          | 14                                                          | 1                                                           | 15                                                          | 36                                                          | 34                                                          | +2                                                          | 29                                                          | 11.    |
| 1981/82                      | I. A trieda VsFZ – sk. Košická | 5      | 30                                                          | 14                                                          | 7                                                           | 9                                                           | 66                                                          | 41                                                          | +25                                                         | 35                                                          | 3.     |
| 1982/83                      | I. A trieda VsFZ – sk. Košická | 5      | 30                                                          | 15                                                          | 6                                                           | 9                                                           | 75                                                          | 51                                                          | +24                                                         | 36                                                          | 5.     |
| 1983/84                      | I. trieda VsFZ – sk. Košická   | 5      | 26                                                          | 18                                                          | 3                                                           | 5                                                           | 69                                                          | 30                                                          | +39                                                         | 39                                                          | 1.     |
| 1984/85                      | Divize – sk. Východ (Západní)  | 4      | 28                                                          | 16                                                          | 7                                                           | 5                                                           | 58                                                          | 26                                                          | +32                                                         | 39                                                          | 1.     |
| 1985/86                      | Divize – sk. Východ (Západní)  | 4      | 26                                                          | 8                                                           | 9                                                           | 9                                                           | 31                                                          | 29                                                          | +2                                                          | 25                                                          | 7.     |
| 1986/87                      | Divize – sk. Východ (Západní)  | 4      | 26                                                          | 16                                                          | 5                                                           | 5                                                           | 42                                                          | 24                                                          | +18                                                         | 37                                                          | 1.     |
| 1987/88                      | 2. SNFL – sk. Východ           | 3      | 30                                                          | 9                                                           | 5                                                           | 16                                                          | 36                                                          | 62                                                          | -26                                                         | 23                                                          | 16.    |
| 1988/89                      | Divize – sk. Východ            | 4      | 30                                                          | 11                                                          | 5                                                           | 14                                                          | 41                                                          | 53                                                          | -12                                                         | 27                                                          | 11.    |
| 1989/90                      | Divize – sk. Východ            | 4      | 30                                                          | 13                                                          | 4                                                           | 13                                                          | 44                                                          | 50                                                          | -6                                                          | 30                                                          | 7.     |
| 1990/91                      | Divize – sk. Východ            | 4      | 30                                                          | 10                                                          | 6                                                           | 14                                                          | 37                                                          | 46                                                          | -9                                                          | 26                                                          | 16.    |
| 1991/92                      | I. A trieda VsFZ – sk. Západ   | 5      | 26                                                          | 13                                                          | 7                                                           | 6                                                           | 42                                                          | 24                                                          | +18                                                         | 33                                                          | 3.     |
| 1992/93                      | I. A trieda VsFZ – sk. Západ   | 5      | 24                                                          | 14                                                          | 3                                                           | 7                                                           | 50                                                          | 32                                                          | +18                                                         | 31                                                          | 2.     |
| Slovensko (1993 – 2016)      |                                |        |                                                             |                                                             |                                                             |                                                             |                                                             |                                                             |                                                             |                                                             |        |
| Sezóny                       | Liga                           | Úroveň | Z                                                           | V                                                           | R                                                           | P                                                           | VG                                                          | OG                                                          | +/-                                                         | B                                                           | Pozice |
| 1993/94                      | 5. liga VsFZ – sk. Západ       | 5      | 26                                                          | 17                                                          | 4                                                           | 5                                                           | 73                                                          | 26                                                          | +47                                                         | 38                                                          | 1.     |
| 1994/95                      | 4. liga VsFZ – sk. Západ       | 4      | 25                                                          | 10                                                          | 5                                                           | 10                                                          | 41                                                          | 31                                                          | +10                                                         | 35                                                          | 8.     |
| 1995/96                      | 4. liga VsFZ – sk. Západ       | 4      | 26                                                          | 13                                                          | 3                                                           | 10                                                          | 48                                                          | 39                                                          | +9                                                          | 42                                                          | 5.     |
| 1996/97                      | 4. liga VsFZ – sk. Západ       | 4      | 26                                                          | 10                                                          | 2                                                           | 14                                                          | 39                                                          | 48                                                          | -9                                                          | 32                                                          | 9.     |
| 1997/98                      | 4. liga VsFZ – sk. Jih         | 4      | 24                                                          | 11                                                          | 2                                                           | 11                                                          | 36                                                          | 48                                                          | -12                                                         | 35                                                          | 6.     |
| 1998/99                      | 4. liga VsFZ – sk. Jih         | 4      | ...                                                         | ...                                                         | ...                                                         | ...                                                         | ...                                                         | ...                                                         | ...                                                         | ...                                                         |        |
| 1999/00                      | 4. liga VsFZ – sk. Jih         | 4      | ...                                                         | ...                                                         | ...                                                         | ...                                                         | ...                                                         | ...                                                         | ...                                                         | ...                                                         |        |
| 2000/01                      | 4. liga VsFZ – sk. Jih         | 4      | 29                                                          | 9                                                           | 4                                                           | 16                                                          | 27                                                          | 52                                                          | -25                                                         | 31                                                          | 15.    |
| 2001/02                      | 4. liga VsFZ – sk. Jih         | 4      | 30                                                          | 12                                                          | 5                                                           | 13                                                          | 45                                                          | 38                                                          | +7                                                          | 41                                                          | 9.     |
| 2002/03                      | 4. liga VsFZ – sk. Jih         | 4      | 30                                                          | 8                                                           | 8                                                           | 14                                                          | 45                                                          | 49                                                          | -4                                                          | 32                                                          | 13.    |
| 2003/04                      | 4. liga VsFZ – sk. Jih         | 4      | 28                                                          | 13                                                          | 3                                                           | 12                                                          | 55                                                          | 42                                                          | +13                                                         | 42                                                          | 8.     |
| 2004/05                      | 4. liga VsFZ – sk. Jih         | 4      | 30                                                          | 13                                                          | 3                                                           | 15                                                          | 42                                                          | 58                                                          | -16                                                         | 41                                                          | 11.    |
| 2005/06                      | 4. liga VsFZ – sk. Jih         | 4      | 30                                                          | 14                                                          | 7                                                           | 9                                                           | 38                                                          | 39                                                          | -1                                                          | 49                                                          | 6.     |
| ...                          |                                |        |                                                             |                                                             |                                                             |                                                             |                                                             |                                                             |                                                             |                                                             |        |
| 2008/09                      | 3. liga VsFZ                   | 4      | 30                                                          | 26                                                          | 3                                                           | 1                                                           | 91                                                          | 8                                                           | +83                                                         | 81                                                          | 1.     |
| 2009/10                      | 2. liga – sk. Východ           | 3      | 30                                                          | 20                                                          | 4                                                           | 6                                                           | 63                                                          | 22                                                          | +41                                                         | 64                                                          | 1.     |
| 2010/11                      | 1. liga                        | 2      | 33                                                          | 13                                                          | 8                                                           | 12                                                          | 46                                                          | 40                                                          | +6                                                          | 47                                                          | 7.     |
| 2011/12                      | 2. liga                        | 2      | 33                                                          | 9                                                           | 15                                                          | 9                                                           | 30                                                          | 35                                                          | -5                                                          | 42                                                          | 9.     |
| 2012/13                      | 3. liga – sk. Východ           | 3      | 30                                                          | 12                                                          | 7                                                           | 11                                                          | 29                                                          | 30                                                          | -1                                                          | 43                                                          | 7.     |
| 2013/14                      | 3. liga – sk. Východ           | 3      | 30                                                          | 13                                                          | 8                                                           | 9                                                           | 51                                                          | 36                                                          | +15                                                         | 44                                                          | 6.     |
| 2014/15                      | DOXXbet liga – sk. Východ      | 2      | 22                                                          | 4                                                           | 7                                                           | 11                                                          | 18                                                          | 37                                                          | -19                                                         | 19                                                          | 11.    |
| 2014/15                      | O udržení – sk. Východ         | 2      | 32                                                          | 8                                                           | 9                                                           | 15                                                          | 31                                                          | 52                                                          | -21                                                         | 33                                                          | 11.    |
| 2015/16                      | 3. liga – sk. Východ           | 3      | 30                                                          | 3                                                           | 4                                                           | 23                                                          | 27                                                          | 86                                                          | -59                                                         | 13                                                          | 16.    |
| 2016/17                      | 4. liga VsFZ – sk. Jih         | 4      | Klub se odhlásil v průběhu sezóny, výsledky byly anulovány. | Klub se odhlásil v průběhu sezóny, výsledky byly anulovány. | Klub se odhlásil v průběhu sezóny, výsledky byly anulovány. | Klub se odhlásil v průběhu sezóny, výsledky byly anulovány. | Klub se odhlásil v průběhu sezóny, výsledky byly anulovány. | Klub se odhlásil v průběhu sezóny, výsledky byly anulovány. | Klub se odhlásil v průběhu sezóny, výsledky byly anulovány. | Klub se odhlásil v průběhu sezóny, výsledky byly anulovány. | 16.    |